# Autocar Company
Autocar Company — американская автомобильная компания, производит грузовые автомобили.

## История
Специализирующаяся на производстве грузовых автомобилей по перевозке отходов компания «Autocar Company» была основана в Пенсильвании в 1899 году. Изначально она занималась выпуском легкового транспорта «Brass Era». За выпуск грузовиков фирма принялась в 1907 году. Последние модели легковых авто были спущены с конвейера в 1912 году, а затем фирма окончательно укрепилась на рынке в качестве производителя грузовиков до выкупа её «White Motor Company» в 1953 году. В 1980 году «Volvo Trucks» перекупил «White Motor Company» вместе с компанией «Autocar», которая в 2001 году была продана фирме «Grand Vehicle Works Holdings».

## Деятельность
Основанная в Питтсбурге фирма «Pittsburgh Motor Vehicle Company» переехала в Адрдмор и стала называться «Autocar». Сконцентрировавшая все усилия на производстве коммерческого транспорта в 1907 году, в настоящий момент фирма «Autocar» известна на рынке грузовых автомобилей.
«Autocar» основал талантливый механик и инженер Льюис Семпл Кларк, который ввел в производство массу нововведений, таких, как проект системы масляной циркуляции, свечи зажигания для моторов с бензином и система приводного вала. Именно Кларк настоял на размещении шофера в кабине слева, после чего это было стандартизировано во многих странах. Кларк ушел из бизнеса в 1929 году, продав свою часть в фирме.
Первая машина от «Autocar», представляющая собой малолитражку с 1 цилиндром и цепным приводом, была спущена с конвейера в 1900 году. Модель была выпущена в количестве 27 единиц.
Автомобиль стоимостью 1700 $, произведенный в 1904 году, оснастили трансмиссией с 3 ступенями, мотором с 11 л. с., 4 пассажирскими сидениями и шторкой.
С начала 1905 года компания произвела порядка 1 тыс. автомобилей с левым рулем, а в 1907 году было запланировано реализовать уже 1,5 тыс. малолитражек. Именно тогда «Autocar» начал производство грузовиков, превзошедших по показателям продаж легковые машины, что послужило первопричиной переориентации деятельности фирмы.
Начиная с 1911 года, компания производила исключительно грузовые автомобили. В 1929 году было продано больше 3000 единиц. Великая Депрессия привела к значительному падению продаж, но компания с достоинством пережила это испытание.
Вторая мировая война принесла компании «Autocar» заказы на 50 тыс. военных машин. Примечательно, что до этого, за всю историю существования, фирма продала 70 тыс. единиц. Производство легковых машин начали снова в 1944 году. Это содействовало росту продаж и развитию дилерской сети.

## Производство в СССР
В 1928 году Советским правительством было подписано соглашение с компанией Autocar Company на покупку технической документации грузового автомобиля Dispatch SA грузоподъемностью 3 тонны для производства его на Московском автозаводе АМО. Сборка автомобилей получивших название АМО-2 из американских комплектующих началась в 1930 году и продолжалась до ноября 1931 года, пока автомобиль целиком не был освоен и уже выпускался полностью из отечественных узлов и агрегатов получив обозначение АМО-3. Чуть позже пройдя значительную модернизацию и адаптацию под советские условия эксплуатации, также в связи с переименованием автозавода, он получил обозначение ЗИС-5.